# أمريكا المفتوحة 1985 (كرة مضرب)
قائمة بالأبطال في بطولة 1985 أمريكا المفتوحة:

## الكبار

### فردي رجال
إيفان ليندل هزم  جون ماكإنرو, 7-6, 6-3, 6-4

### فردي سيدات
هانا ماندليكوفا هزم  مارتينا نافراتيلوفا, 4-6, 6-4, 6-4